# Petărnitsa
Petărnitsa (bulgariska: Петърница) är ett distrikt i Bulgarien.   Det ligger i kommunen Obsjtina Dolni Dăbnik och regionen Pleven, i den centrala delen av landet, 120 km nordost om huvudstaden Sofia.